# Live at Brixton Academy (Chase-&-Status-Album)
Live at Brixton Academy ist das erste Live- und das dritte Album der britischen Drum-and-Bass- und Dubstep-Band Chase & Status. Es wurde in Deutschland erstmals am 20. April 2012 veröffentlicht. Bevor das Album erschien, wurden auf YouTube zuvor ein offizieller Trailer am 12. März 2012 zugänglich gemacht, gefolgt von fünf Teasern, welche Ausschnitte der Aufführungen der Titel „Bind Faith“, „Hitz“, „No Problem“, „Let You Go“ und „Time“ zeigen. Gastauftritte hatten Tinie Tempah, Delilah, Liam Bailey und Mali. Das Album wurde am 14. September 2011 bei einem Auftritt an der Brixton Academy aufgenommen. Paul Caslin nahm das Video auf. Die Charts wurden verfehlt.

## Titelliste
1. No Problem – 4:42
2. Eastern Jam – 4:37
3. Fire In Your Eyes (feat. Maverick Sabre) – 4:24
4. Hypest Hype (feat. Tempa T) – 4:02
5. End Credits (feat. Plan B) – 3:29
6. Flashing Lights (feat. Sub Focus) – 4:17
7. Hocus Pocus – 3:52
8. Brixton Briefcase (feat. CeeLo Green) – 4:07
9. Smash to Pieces (feat. Plan B) – 7:55
10. Let You Go (feat. Mali) – 4:01
11. Midnight Caller (feat. Clare Maguire) – 4:04
12. Heartbeat (feat. Delilah) – 4:07
13. Time (feat. Delilah) – 4:52
14. Blind Faith (feat. Liam Bailey) – 5:33
15. Hitz (feat. Tinie Tempah) – 3:27
16. Fool Yourself – 5:09

## Kritik
Das Album bekam durchwegs positive Kritik. Andy Gangadeen von Fast Forward and Rewind beispielsweise vergab dem Album  und hielt den Auftritt für einen der besten Live-Auftritte, die er je sah. Nachdem man diese DVD gesehen habe, würde man beim nächsten Austritt in seiner Stadt sicher in der ersten Reihe dabei sein wollen. Sarah Bargiela von Entertainment Focus vergab  und meinte, dass Chase & Status mit einem fetten und frischen Sound alle Leute berührt hätten, während Dan Balchin von Sonic Shocks erklärte, dass er keine Ahnung gehabt hätte, dass das Duo eine so inspirierende Performance kreieren könne. Sie hätten jeden Aspekt perfektioniert, um das Publikum zum Feiern zu bringen.